# Mike Yates
Le Capitaine Mike Yates est un personnage joué par Richard Franklin dans la série Doctor Who. C'est un soldat de UNIT, (United Nations Intelligence Taskforce) une unité chargée de défendre la Terre des attaques d'extraterrestres qui apparait lors de l'ère Jon Pertwee.
Le capitaine Yates apparaît dans 9 épisodes durant les saisons 8 à 11.

## Apparition
Introduit en 1971 dans l'épisode Terror of the Autons, il fait partie des assistants du Brigadier Lethbridge-Stewart. Il apparaît régulièrement dans la série durant les saisons 8 à 11 au côté du Brigadier et du Sergent Benton. Avec le Docteur et ses compagnons, il se battra contre des invasions extra-terrestres, des machinations du Maître ou des vers mutants.
Le personnage trahit ses compagnons après avoir été hypnotisé par le Super-ordinateur BOSS dans l'épisode « The Green Death » et va trahir consciemment le Brigadier et le Docteur dans « Invasion of the Dinosaurs » en se rangeant du côté des activistes qui souhaitent ramener la Terre à l'âge d'or. Il est démis de ses fonctions à la fin de l'épisode, même si Richard Franklin pense qu'on souhaitait que son personnage meure). On le retrouve néanmoins dans un monastère bouddhiste dans « Planet of the Spiders » et il aide le Docteur contre la menace venue de Metebelis III.
Mike Yates reviendra dans la série en tant qu'illusion dans l'épisode « The Five Doctors » et réapparaît aussi dans « Dimensions in Time. »

## Caractéristiques
Yates est un membre typique de l'armée de terre britannique et l'on en sait assez peu sur sa vie en dehors de UNIT. C'est un bon tireur, il est compétent et désobéit rarement aux ordres. Il est une figure assez amicale comme l'est le Sergent Benton. Il est attiré par l'assistante du Docteur, Jo Grant et celle-ci semble raconter qu'elle a rendez-vous avec lui au début de « The Curse of Peladon. » 
N'ayant jamais voyagé dans le TARDIS, son statut de "compagnon" du Docteur est régulièrement débattu par les fans et les auteurs de livre sur la série. 

## Autres médias
Le personnage de Mike Yates réapparaît dans de nombreux comics book, romans ou pièces radiophoniques dérivées de Doctor Who, mais ceux-ci ne correspondent pas à la canonicité de la série et se contredisent eux-mêmes.

## Liste des apparitions
- 1971 : Terror of the Autons
- 1971 : The Mind of Evil
- 1971 : The Claws of Axos
- 1971 : The Dæmons
- 1972 : Day of the Daleks
- 1972 : The Time Monster
- 1973 : The Green Death
- 1974 : Invasion of the Dinosaurs
- 1974 : Planet of the Spiders
- 1983 : The Five Doctors
- 1993 : Dimensions in Time